# Svarttjärnen (Älvsbacka socken, Värmland)
Svarttjärnen är en sjö i Forshaga kommun och Karlstads kommun i Värmland och ingår i Göta älvs huvudavrinningsområde. Sjön har en area på 0,0993 kvadratkilometer och ligger 211,6 meter över havet.

## Delavrinningsområde
Svarttjärnen ingår i det delavrinningsområde (661793-138074) som SMHI kallar för Utloppet av Östra Örten. Medelhöjden är 135 meter över havet och ytan är 30,28 kvadratkilometer. Räknas de 4 avrinningsområdena uppströms in blir den ackumulerade arean 148,42 kvadratkilometer. Tjärnsälven (Näsälven) som avvattnar avrinningsområdet har biflödesordning 2, vilket innebär att vattnet flödar genom totalt 2 vattendrag innan det når havet efter 289 kilometer. Avrinningsområdet består mestadels av skog (47 procent), öppen mark (10 procent) och jordbruk (14 procent). Avrinningsområdet har 7,41 kvadratkilometer vattenytor vilket ger det en sjöprocent på 24,4 procent.